# گلاستر گلدفینچ
گلاستر گلدفینچ یک جنگنده دوباله تک‌موتوره تک‌سرنشین تمام‌فلزی ساخت شرکت گلاستر در اواخر دهه ۱۹۲۰ میلادی بود. این جنگنده به مرحله تولید نرسید و فقط یک فروند از آن ساخته شد.

## طراحی و توسعه
در ژانویه ۱۹۲۶ وزارت هوانوردی بریتانیا بودجه (۷۰۰۰ ₤) تولید نسخه تمام فلزی هواگرد گیمکوک به عنوان جنگنده در ارتفاع‌های بالا را برای شرکت گلاستر تأمین کرد. نتیجه این پروژه جنگنده دوباله تک سرنشین با بال‌های نابرابر و ارابه فرود ثابت به نام گلدفینچ بود. طبیعتاً این هواپیما شباهت بسیار زیادی به هواگرد گیمکوک و به‌طور خاص گیمکوک دو (II) داشت. به دلیل وجود سوپرشارژر در موتور هواگرد، طول بدنه در جلوی اتاقک خلبان طولانی‌تر شده بود. بخش دم نیز اندکی تفاوت داشت. فلز به کار برده شده در ساخت گولدفینچ عموماً فولاد بود اما در بخش‌های کم‌اهمیت تر دورالومین نیز استفاده گردیده بود.
تنها یک گلدفینچ ساخته شد اما دو نسخه از آن وجود داشت. نسخه اول بال‌هایی تمام فلزی، بدنه‌ای ترکیبی از چوب و فلز داشت. دو بال و بدنه هر دو با پارچه پوشش داده شده بودند. در نسخه دوم بدنه مجدداً به‌طور کامل از فلز بازسازی شد و بخش دم آن نیز اصلاح گردید. تعدادی قطعات آلومینیومی نیز روی بخش جلویی بدنه قرار گرفته بود. در هر دو نسخه گلدفینچ از موتور سوپرشارژ ۴۵۰ اسب بخاری (۳۳۵ کیلو وات) بریستول ژوپیتر ۷ اف همراه ملخ دو تیغه با قطر ۲٫۷۴ متری و زاویه ثابت استفاده می‌کردند.

## تاریخچه عملیاتی
گلدفینچ برای اولین بار در ماه مه ۱۹۲۷ به پرواز درآمد. در ماه دسامبر آزمایش‌های نیروی هوایی بریتانیا را گذراند که سرعت زیاد، سرعت بالای صعود و به‌طور کلی قابلیت مانور پذیری خوب آن به اثبات رسید؛ اگرچه سرعت چرخشی آن پایین‌تر از استاندارد بود. گلاستر این هواگرد را در رقابت انتخاب یک جنگنده تمام فلزی شبانه‌روزی برای نیروی هوایی وارد کرد اما نتوانست مشخصات مورد نیاز در ظرفیت سوخت و حداکثر وزن قابل حمل را برآورده کند و خیلی زود از آن حذف گردید. بریستول بولداگ برنده نهایی این رقابت شد. گولدفینچ آزمایش‌های خود را تا اکتبر سال ۱۹۲۸ ادامه داد. نهایتاً بروز حادثه هنگام فرود در حین پرواز آزمایشی تنها نمونه آن را نیز از بین برد.

## مشخصات فنی

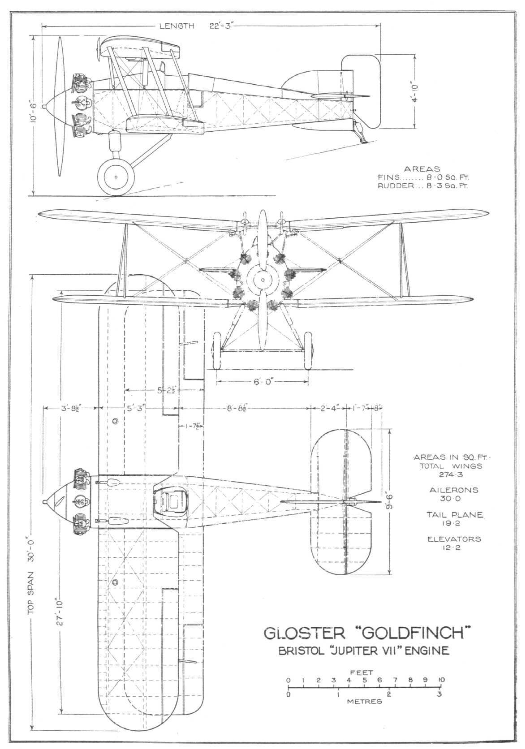

### مشخصات عمومی
- خدمه: یک
- طول: ۶٫۷ متر
- طول بال: ۹٫۱۴ متر
- ارتفاع: ۳٫۱۹ متر
- مساحت بال: ۲۵٫۵۶ متر مربع
- وزن خالی: ۹۳۳ کیلوگرم
- حداکثر وزن هنگام برخاستن: ۱٬۴۶۷ کیلوگرم
- نیرومحرکه: یک موتور شعاعی ۹ سیلندر بریستول ژوپیتر ۷ اف خنک شونده با هوا: ۴۵۰ اسب بخار (۳۳۵ کیلو وات)

### عملکرد
- حداکثر سرعت: ۲۷۶ کیلومتر بر ساعت
- حداکثر ارتفاع: ۸۲۰۰ متر
- سرعت صعود: ۶٫۳۵ متر بر ثانیه

### تسلیحات
- دو مسلسل ثابت هماهنگ شده ویکرز با کالیبر ۷٫۷ میلی‌متر شلیک کننده به جلو